# Orde van Koning Dmitar Zvonimir
De Grote Orde van Koning Dmitar Zvonimir (Kroatisch: "Kralja Dmitra Zvonimira s lentom I Danicom van Velered", of vollediger Grote Orde van Koning Dmitar Zvonimir met sjerp en de Ster van de Dageraad (Kralja Dmitra Zvonimira s lentom I Danicom van Velered), is een ridderorde van de Republiek Kroatië. Het is in rang de vierde in de hiërarchie van de moderne Kroatische orden van verdienste na de Grote Orde van Petar Krešimir IV.
Onder de dragers zijn:
- Ivan Aralica
- Otto von Habsburg
- Vjekoslav Kaleb
- Ranko Marinković
- Vlatko Pavletić
- Petar Šegedin
- Vladimir Šeks
- Edmund Stoiber
- Roland H. Bruin
- Lujo Tončić-Sorinj
- Lady Thatcher
- William J. Perenwijn
- Gojko Šušak
- Franjo Komarica
- Vladko Maček
- Miroslav Krleža
- Savka Dabčević-Kučar
- Ivan Supek
- Vlado Gotovac
- Miko Tripalo

Tijdens de Tweede Wereldoorlog was er al een Orde van de Kroon van Koning Zvonimir geweest.

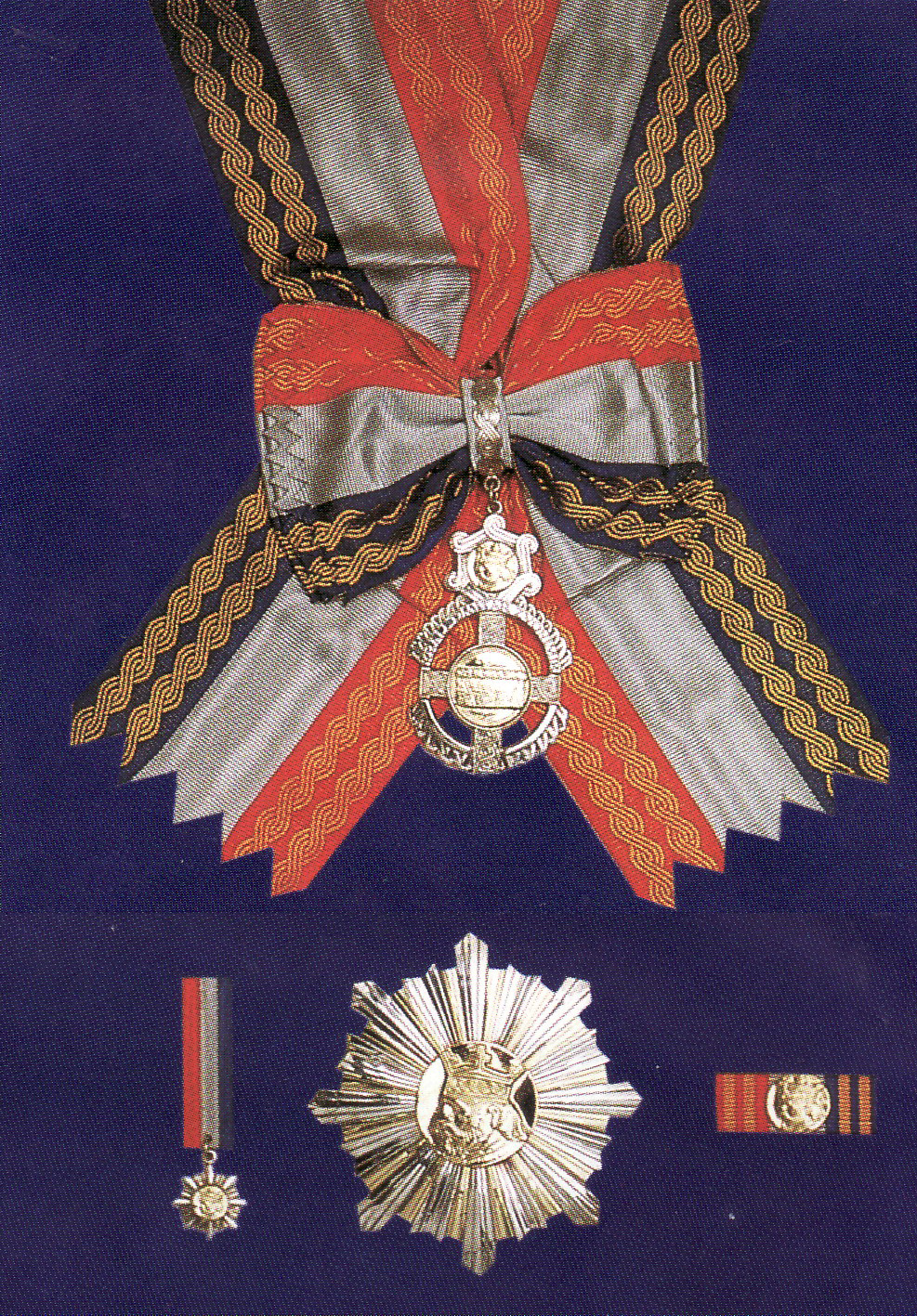
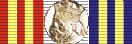